# Botschaft von Kanada (Bonn)

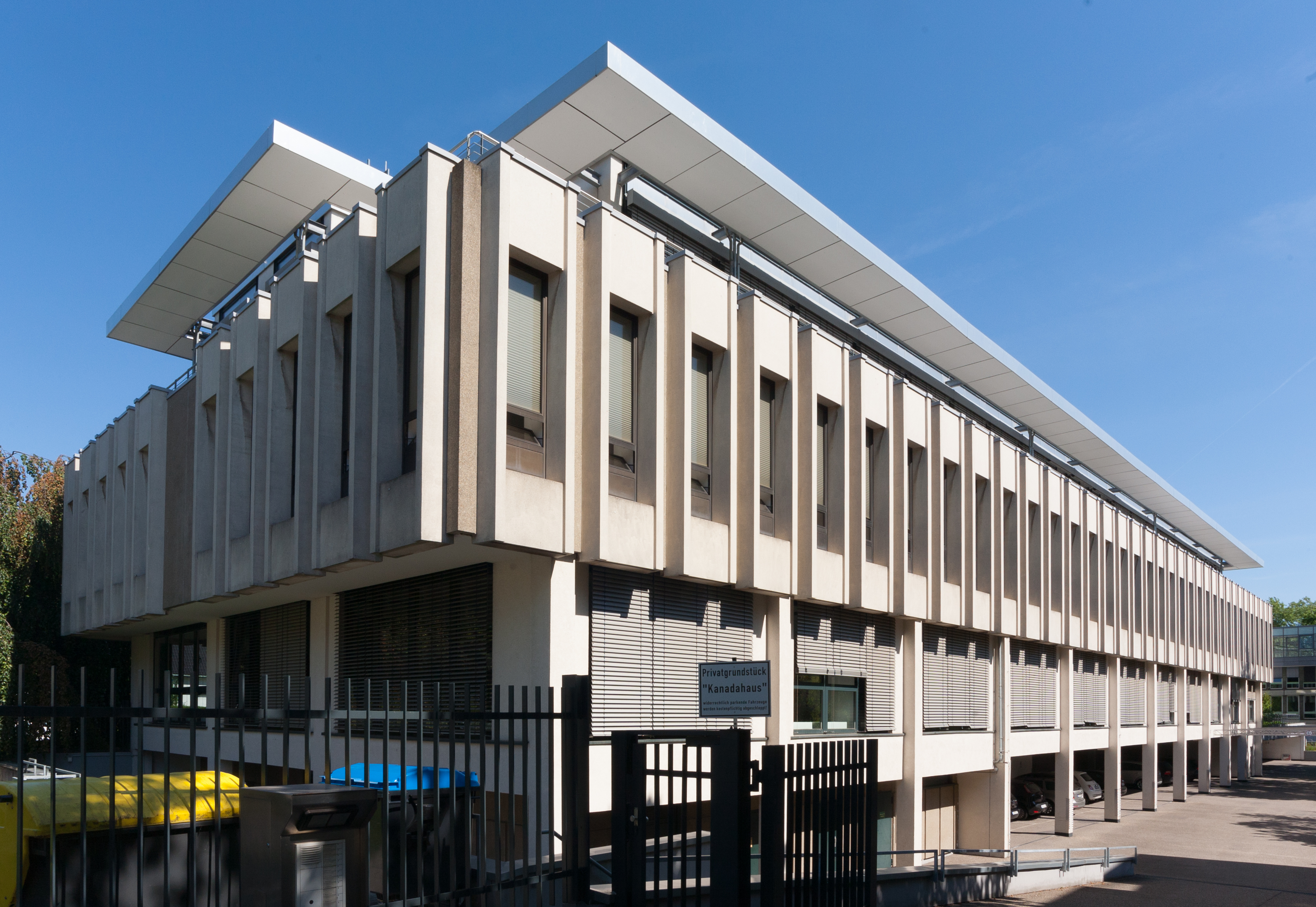
Ehemaliges Kanzleigebäude der kanadischen Botschaft (2013)

Die Botschaft von Kanada in der Bundesrepublik Deutschland hatte von 1949/50 bis 1999 ihren Sitz im Bonner Parlaments- und Regierungsviertel. Das ehemalige Kanzleigebäude der Botschaft, errichtet von 1967 bis 1969, liegt im Ortsteil Gronau am Rande des Johanniterviertels an der Friedrich-Wilhelm-Straße (Hausnummer 18) Ecke Johanniterstraße.

## Geschichte

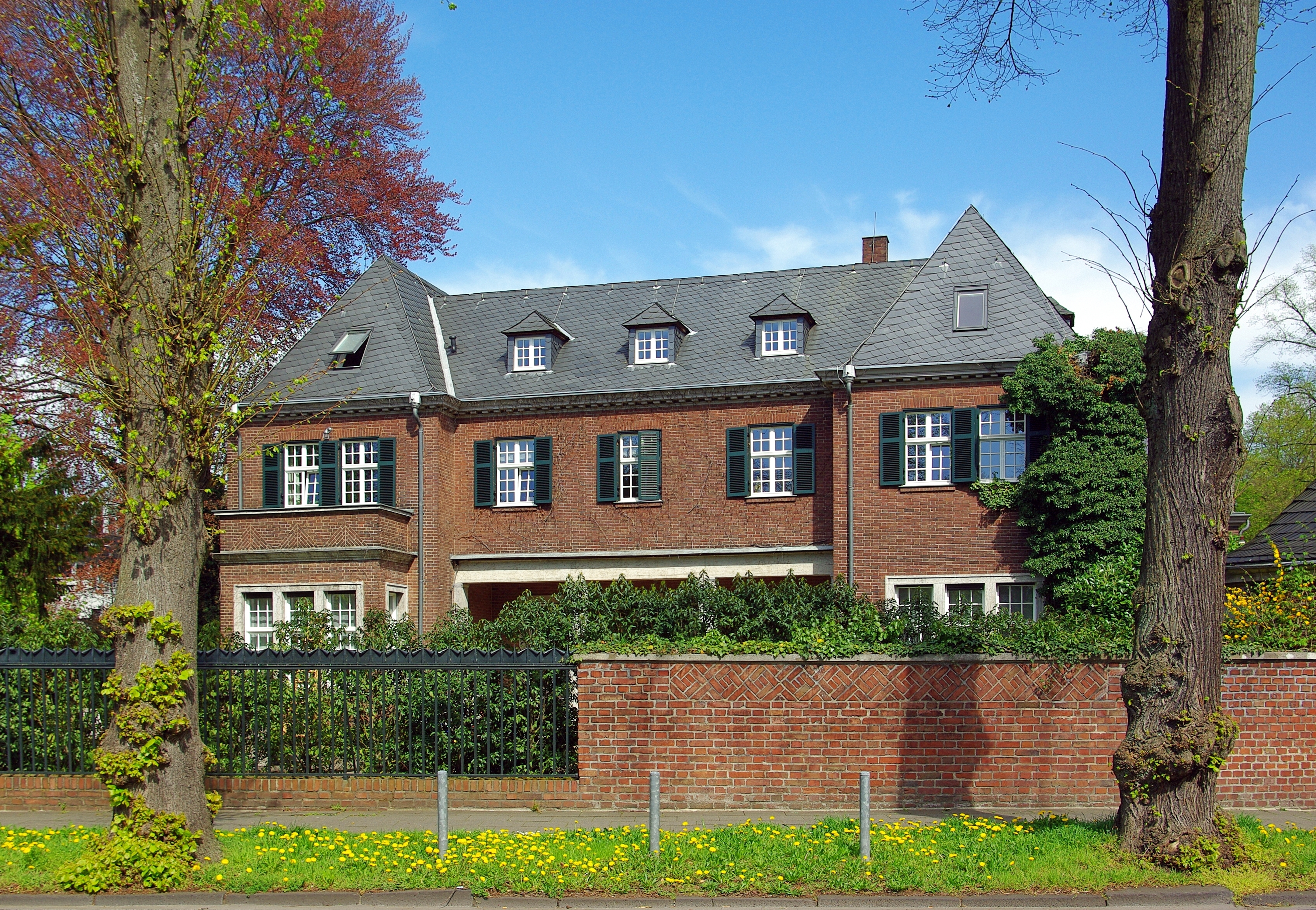
Villa Lindenallee 70 in Köln-Marienburg, bis Mitte der 1960er-Jahre Residenz der Botschaft

Kanada gehörte zu den elf Staaten, die bereits seit dem 15. Dezember 1949 mit einer diplomatischen Mission für die Bundesrepublik Deutschland bei der Alliierten Hohen Kommission am Regierungssitz Bonn akkreditiert waren. Die Funktion des Leiters der kanadischen Mission nahm zunächst ein Generalleutnant wahr. Beheimatet war sie spätestens ab 1950 in der Zitelmannstraße 14 am Südrand des neu entstandenen Parlaments- und Regierungsviertel, bereits 1952 war sie unter der Zitelmannstraße 22 (erbaut 1930, bis 1949 britische Standortkommandantur) verzeichnet und verfügte dort auch über eine Konsularabteilung. Dieses Gebäude wurde 1955 um einen westlichen Anbau erweitert. Die Residenz der Botschaft, Wohnsitz des kanadischen Botschafters, befand sich in Köln-Marienburg in der Villa Lindenallee 70. Die Handelsabteilung der Botschaft war zeitweise außerhalb des Kanzleigebäudes in Bad Godesberg (Kennedyallee 35) beheimatet, die Sichtvermerkabteilung an wechselnden Standorten in Köln (zunächst Buchheimer Straße 64/66, dann Hohenzollernring 60–62).
Als sich die kanadische Regierung auf eine längere Präsenz am Regierungssitz Bonn einzustellen begann, plante sie Mitte der 1960er-Jahre einen Neubau der Botschaftskanzlei unweit des alten Standorts. Als Bauherr trat das Department of Public Works (Ministerium für öffentliche Arbeiten) auf, mit Planung und Entwurf wurde das kanadische Architekturbüro Bolton, Ellwood & Aimers aus Montreal beauftragt. 1967 fand die Grundsteinlegung für das neue Botschaftsgebäude statt, 1969 war es fertiggestellt. Die Residenz der Botschaft wurde im zeitlichen Umfeld des Neubaus der Kanzlei von Köln in den Bad Godesberger Ortsteil Rüngsdorf (Fasanenstraße 25) verlegt. Im Mai 1985 gab der Botschafter die Residenz anlässlich des G7-Gipfels in Bonn vorübergehend auf, um sie dem kanadischen Ministerpräsidenten Brian Mulroney während seines fünftägigen Aufenthalts zur Verfügung zu stellen. Die Konsular- und Einwanderungsabteilung der Botschaft war zuletzt an der Bundesstraße 9 im Ortsteil Friesdorf (Godesberger Allee 119) untergebracht.
Im Zuge der Verlegung des Regierungssitzes zog die kanadische Botschaft 1999 nach Berlin um (→ Kanadische Botschaft in Berlin). Der Staat konnte das vormalige Kanzleigebäude zügig an eine Immobiliengesellschaft verkaufen, die es von Herbst 2001 bis Sommer 2002 mit dem Ziel einer Weitervermietung als Bürogebäude bei Kosten von etwa 30 Millionen D-Mark umbauen, aufstocken sowie um einen gläsernen, ellipsenförmigen Anbau erweitern ließ. Die Immobilie erhielt den Namen „Kanadahaus“ und war bis Anfang 2022 Sitz der Action Press Holding AG bzw. ihres Tochterunternehmens Infas, eines Markt- und Sozialforschungsinstituts. Seit 2010/11 beherbergt sie auch Abteilungen der Deutschen Post AG.

## Gebäude

### Ursprünglicher Zustand
Das kanadische Botschaftsgebäude war ursprünglich ein dreigeschossiger, langgestreckter und blockartiger Stahlbetonskelettbau. Das Sockelgeschoss, umrandet von einer freistehenden Stützenkonstruktion aus Stahlbeton und als Parkfläche dienend, befand sich unterhalb des Straßenniveaus, sodass der Bau von der Straße aus als zweigeschossig erschien. Auch im Erdgeschoss war das außen liegende Stützensystem, als vorstehendes Raster, sichtbar. Das Obergeschoss kragte vor, die Fassade wurde hier durch hochrechteckige Betonfertigteile mit schießschartenartigen Lichtschlitzen zwischen eloxierten Metallrahmen gegliedert. Der zentrale Eingang war über eine Freitreppe zugänglich, die sich an der straßenseitigen Längsseite des Gebäudes befand. Insgesamt ergab sich, insbesondere durch das schwergewichtig wirkende und dominierende Obergeschoss, ein „wehrhaft geschlossener Eindruck“ des Baukörpers.
Im Innern umfasste das horizontal zweibündig erschlossene Gebäude insgesamt 50 außen liegende Büros, im Gebäudekern befanden sich (ohne Belichtung) Konferenzräume, Archive und Bibliothek. Die repräsentativen Botschaftsräume waren von der Eingangshalle aus zugänglich. Die Innenausstattung war großzügig und reichte von mit Marmor vertäfelten Böden und Wänden bis zu Naturhölzern.

„Das hermetische Gebäude mit seinen schmalen, hohen Fenstern macht einen zwar eleganten, doch abweisenden Eindruck, der nicht zuletzt einer ‚transatlantischen‘ Modernität geschuldet ist, die in ihrer Umgebung einen Fremdkörper darstellt.“

„Die Anlage vermittelte mit dem nüchternen Charakter strenger Wehrhaftigkeit gesicherte Präsenz vor Ort, gleichzeitig zurückhaltende Eleganz und eine würdevolle Vertretung des kanadischen Staates.“

### Nach dem Umbau von 2001/02
Im Zuge der nach dem Auszug der Botschaft durchgeführten Um- und Erweiterungsbauten erhielt das Gebäude ein grundlegend neues Erscheinungsbild. Der Sockel fiel bei einer Aufschüttung des Geländes weg, das Gebäude wurde um ein zurückgesetztes Dachgeschoss (Staffelgeschoss) aufgestockt und der Eingang verlegt. Eine wesentliche Veränderung im Erdgeschoss sind neue, große Fensterflächen. Überragt wird das Gebäude nunmehr an seiner Ostseite von einem fünfgeschossigen, ellipsenförmigen und gläsernen Anbau, der ebenfalls ein Staffelgeschoss besitzt. Der auf diese Weise neu entstandene Gebäudekomplex umfasst eine Bürofläche von 4 700 m².

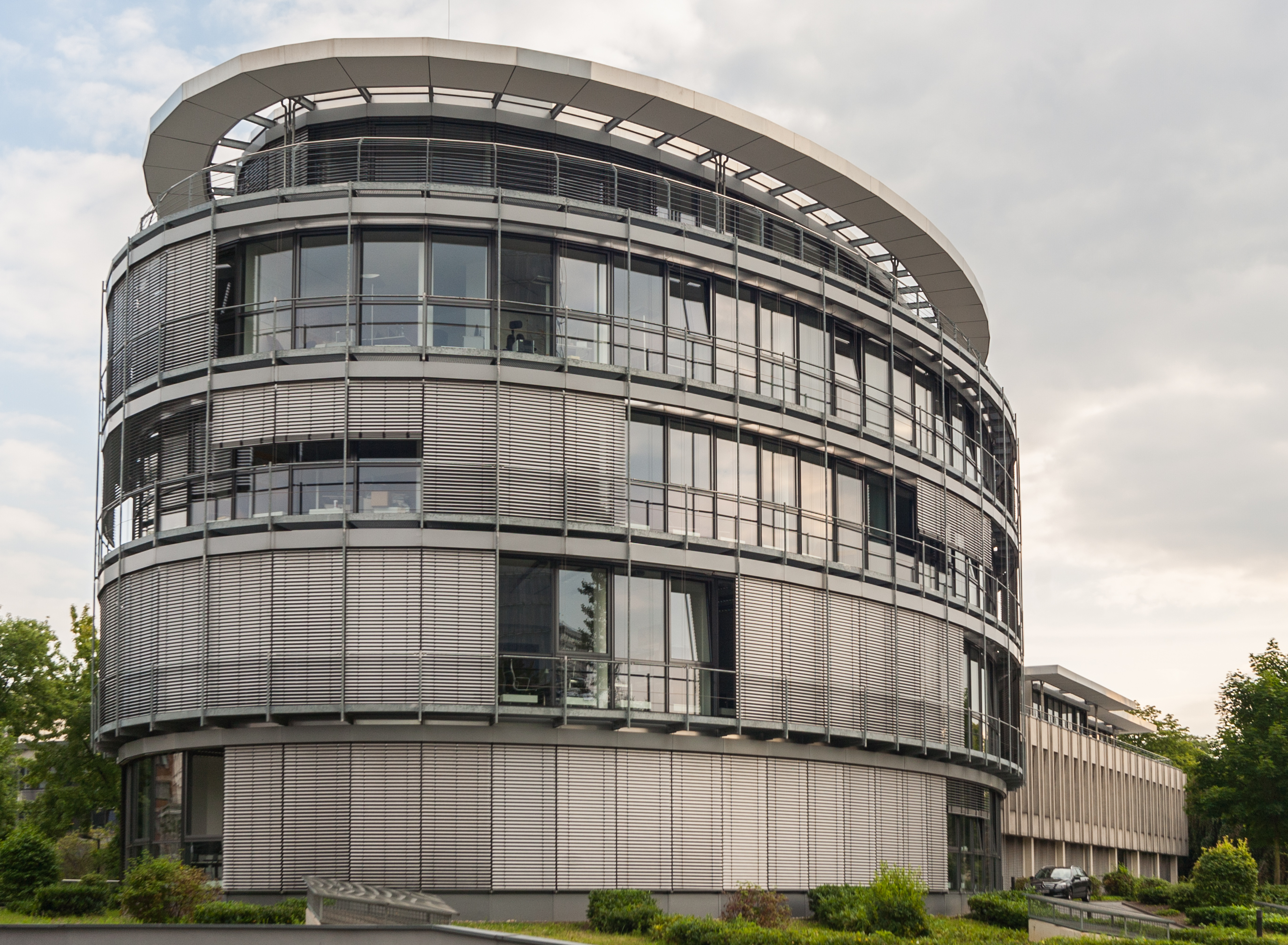
Kanadahaus, im Vordergrund der ellipsenförmige Anbau